# Dorsino
Dorsino (Dorsin  in dialetto trentino e nel dialetto locale) è una frazione del comune di San Lorenzo Dorsino, nella provincia di Trento.
Fino al 31 dicembre 2014 ha costituito un comune autonomo assieme alle frazioni di Tavodo e Andogno. Il comune, che al momento della soppressione contava 439 abitanti, confinava con i comuni di Comano Terme, San Lorenzo in Banale e Stenico.

## Storia
La zona fino al 1800 rimase sotto il potere del vescovo di Trento. Con il 1815, dopo il congresso di Vienna, le Giudicarie vengono a far parte della contea del Tirolo. 
Dorsino faceva parte dell'antico comune delle Nove Ville, questo era il nome dell'antico Comun generale formato dalle Sette Ville del Banale di sopra: Prusa, Prato, Glolo, Berghi, Senaso, Dolaso, Pergnano, e dalle Due Ville del Banale di sotto, vale a dire Dorsino e Andogno. Le Nove ville erano un unico organismo, differenziato tra le due realtà territoriali, con propri Statuti e Carte di regola: il Comun Grande ed il Comun Pichol.
Il 15 dicembre 1927, in epoca fascista, con Regio decreto i due comuni furono aggregati nell'unico comune di San Lorenzo in Banale. Nel luglio del 1954 le nove ville tornarono a dividersi in due comuni distinti San Lorenzo in Banale e Dorsino.
Il 19 luglio 1869 il paese venne colpito da un incendio.
Il 13 aprile 2014 si è tenuto un referendum consultivo nei comuni di Dorsino e di San Lorenzo in Banale sulla fusione dei due comuni, per dare vita al comune di San Lorenzo Dorsino. L'affluenza nel comune di Dorsino è stata del 73,45%, mentre i voti favorevoli alla fusione a Dorsino hanno ottenuto il 62,26%. La fusione è divenuta operativa dal 1º gennaio 2015.

### Simboli
Lo stemma e il gonfalone del Comune di Dorsino erano stati approvati con D.G.P. del 23 giugno 1989.
Corona: Murale di Comune.
Ornamenti: A destra una fronda d'alloro fogliata al naturale fruttifera di rosso; a sinistra una fronda di quercia fogliata e ghiandifera al naturale, legate da un nodo d'argento e di rosso.»
Gonfalone

## Monumenti e luoghi d'interesse

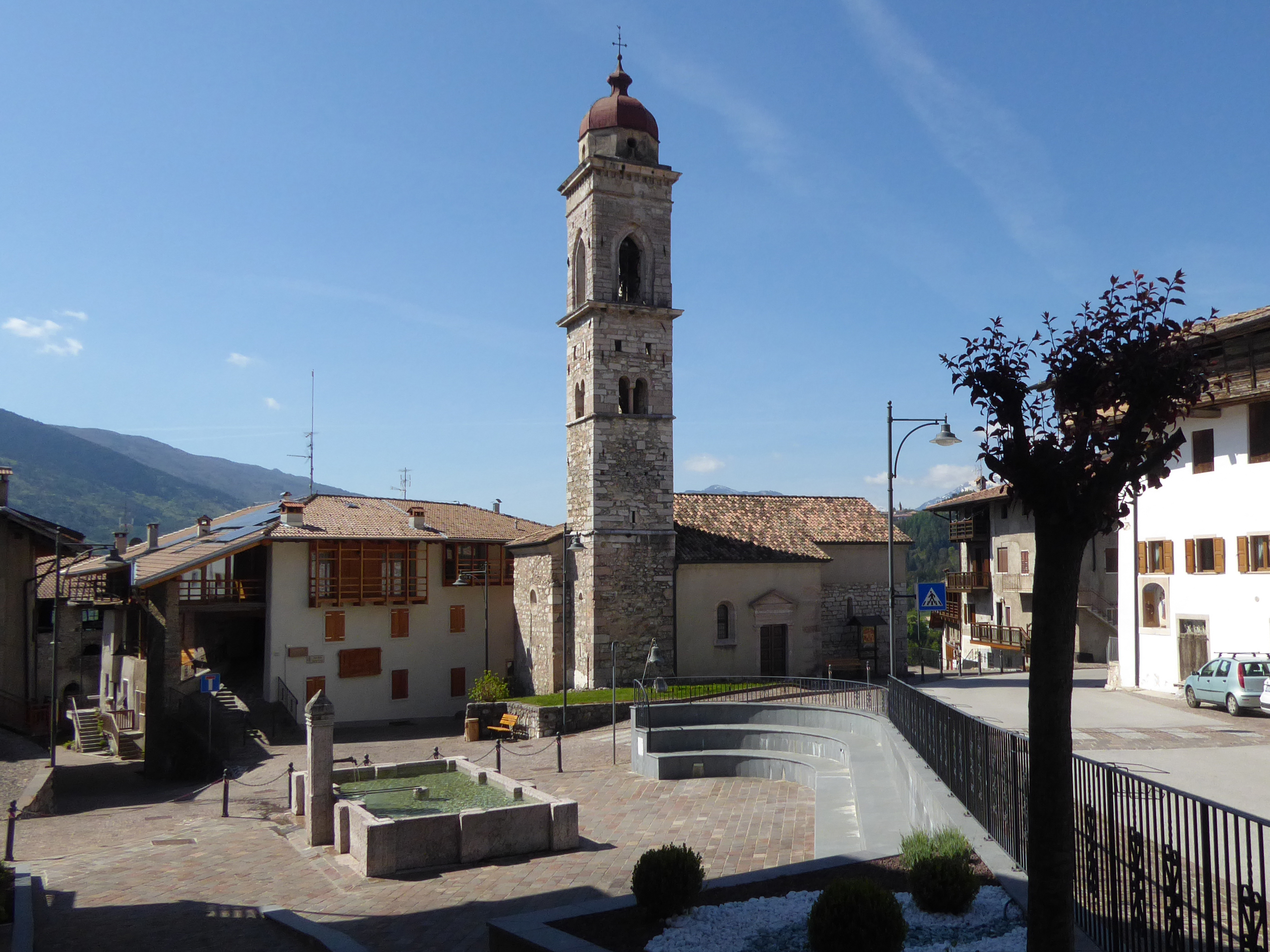
Scorcio del paese con la vecchia chiesa di San Giorgio

Nella vecchia chiesa di San Giorgio si possono ammirare alcuni pregevoli affreschi di Cristoforo II Baschenis.

## Società

### Evoluzione demografica
Abitanti censiti

## Cultura

### Cucina
È uno dei paesi del Banale dove si produce la tradizionale ciuiga, un insaccato di maiale e rape bianche cotte.

## Amministrazione
| Periodo        | Periodo        | Primo cittadino    | Partito                                  | Carica  | Note |
| -------------- | -------------- | ------------------ | ---------------------------------------- | ------- | ---- |
| 19..           | 13 maggio 2000 | ... ...            |                                          | Sindaco |      |
| 14 maggio 2000 | 7 maggio 2005  | Dellaidotti Albino | Unione Democratica (Lista civica)        | Sindaco |      |
| 8 maggio 2005  | 16 maggio 2010 | Dellaidotti Albino | Unione Democratica (Lista civica)        | Sindaco |      |
| 17 maggio 2010 | in carica      | Giorgio Libera     | Dorsino Comunità Solidale (Lista civica) | Sindaco |      |